# Elizabeth Deignan
Elizabeth Deignan (anglès: Lizzie Deignan)  (Otley, West Yorkshire, 18 de desembre de 1988) és una ciclista britànica, ja retirada, que combinava tant el ciclisme en pista com la ruta. Professional des del 2007 fins al 2025, el seu darrer equip fou el Trek-Segafredo femení. En carretera el seu major èxit ha estat una medalla d'argent als Jocs Olímpics de Londres en la prova de ruta. En la pista ha aconseguit diferents medalles en els Campionats del Món de ciclisme en pista, una d'elles d'or, i nombroses victòries en la Copa del Món. El 2015 es proclamà Campiona del món en ruta i el 2021, de la primera edició de la París-Roubaix femenina.

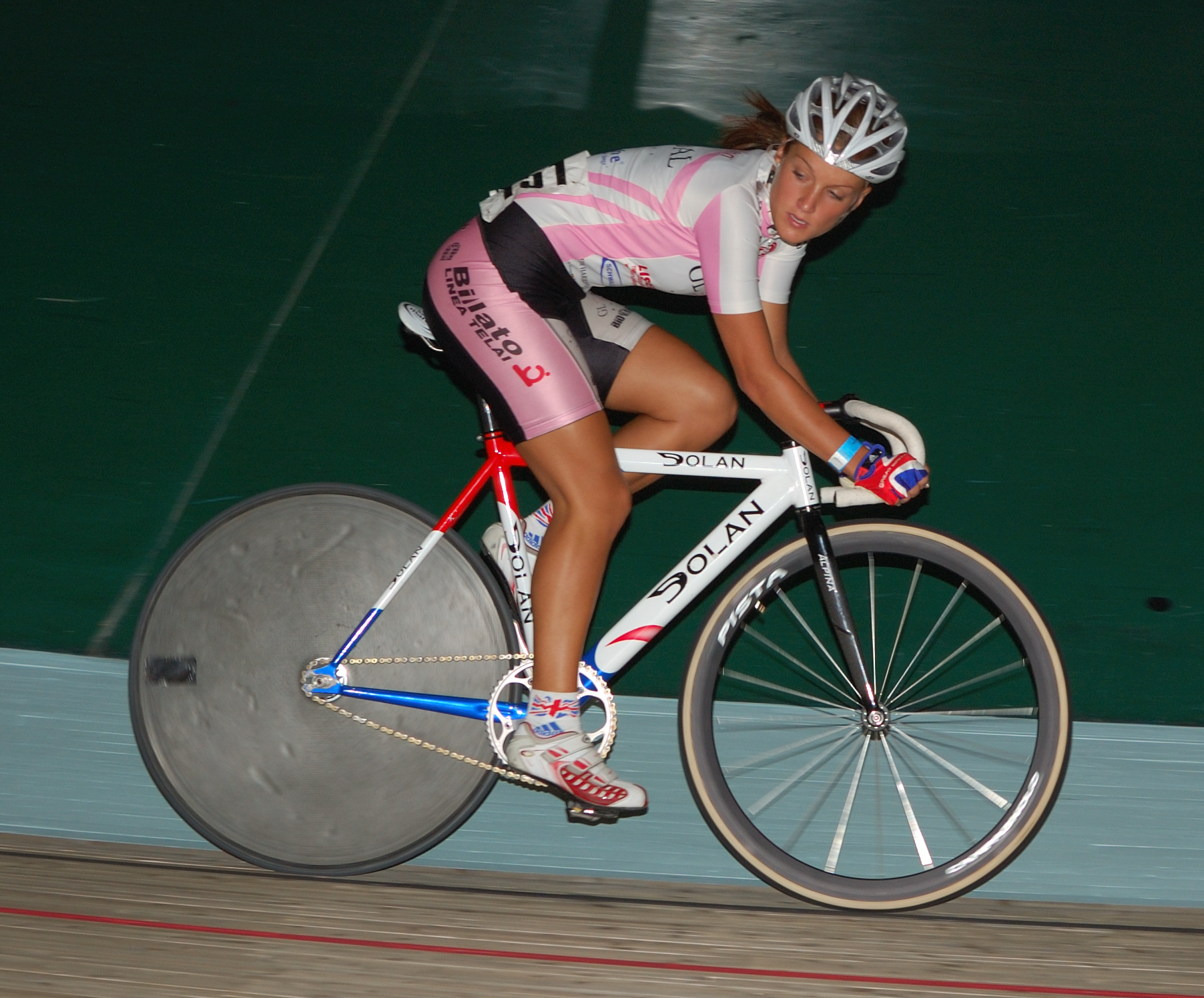
Lizzie Armitstead el 2007

El 2016 es casà amb el també ciclista Philip Deignan.

## Palmarès en pista
- 2007
  -  Campiona d'Europa sub-23 en Scratch
- 2008
  -  Campiona d'Europa sub-23 en Scratch
  -  Campiona d'Europa sub-23 en Persecució per equips (amb Katie Colclough i Joanna Rowsell)
  - 1a als Sis dies d'Amsterdam femenins (amb Alex Greenfield)
- 2009
  -  Campiona del Món en Persecució per equips (amb Wendy Houvenaghel i Joanna Rowsell)

### Resultats a laCopa del Món
- 2008-2009
  - 1a a la Classificació general i a les proves de Manchester, Melbourne i Copenhaguen, en Scratch
  - 1a a Manchester, Melbourne i Copenhaguen, en Persecució per equips
  - 1a a Manchester, en Puntuació
- 2009-2010
  - 1a a Manchester, en Puntuació
  - 1a a Manchester, en Persecució per equips

## Palmarès en ruta
- 2009
  -  Campiona del Regne Unit en ruta sub-23
  - Vencedora d'una etapa del Tour de l'Ardecha
- 2010
  -  Campiona del Regne Unit en ruta sub-23
  -  Medalla de plata als Jocs de la Commonwealth de Nova Delhi en ruta
  - Vencedora d'una etapa del Tour de l'Aude
  - Vencedora de 3 etapes del Tour de l'Ardecha
  - Vencedora d'una etapa de la Ruta de França
- 2011
  -  Campiona del Regne Unit en ruta
  - Vencedora d'una etapa del Tour of Chongming Island
  - Vencedora d'una etapa de la Volta a Turíngia
- 2012
  -  Medalla de plata als Jocs Olímpics de Londres en Ruta
  - 1a a l'Omloop van het Hageland
  - 1a a la Gant-Wevelgem
- 2013
  -  Campiona del Regne Unit en ruta
- 2014
  -  Medalla d'or als Jocs de la Commonwealth de Glasgow en ruta
  - 1a a la Copa del món
  - 1a a l'Univé Tour de Drenthe
  - 1a a l'Omloop van het Hageland
  - Vencedora d'una etapa de la Volta a Turíngia
- 2015
  -  Campiona del món en ruta
  - 1a a la Copa del món
  -  Campiona del Regne Unit en ruta
  - 1a al Ladies Tour of Qatar i vencedora de 2 etapes
  - 1a al Trofeu Alfredo Binda
  - 1a a la Boels Rental Hills Classic
  - 1a a la Philadelphia Cycling Classic
  - 1a al Gran Premi de Plouay
  - Vencedora d'una etapa al The Women's Tour
- 2016
  -  Campiona del món en contrarellotge per equips
  - 1a a l'Omloop Het Nieuwsblad
  - 1a a la Strade Bianche
  - 1a al Trofeu Alfredo Binda
  - 1a al Tour de Flandes
  - 1a al The Women's Tour i vencedora d'una etapa
  - 1a a l'Open de Suède Vårgårda TTT
- 2017
  -  Campiona del Regne Unit en ruta
  - 1a al Tour de Yorkshire
  - 1a al Gran Premi de Plouay
  - 1 etapa al Giro d'Itàlia femení
- 2019
  - 1a al The Women's Tour i vencedora d'una etapa
- 2020
  - 1a a la Lieja-Bastogne-Lieja femenina
  - 1a al Gran Premi de Plouay
  - 1a a La Course by Le Tour de France
  - 1 etapa al Giro d'Itàlia femení (TTT)
  -  1a a la general de l'UCI Women's WorldTour
- 2021
  - 1a a la Volta a Suïssa femenina
  - 1a a la Paris-Roubaix Femmes
  - 1 etapa al Giro d'Itàlia femení (TTT)

### Resultats a les Grans Voltes

#### Giro dItàlia
- 2009: 15a posició
- 2011: Abandona (3a etapa)
- 2012: Abandona (7a etapa)
- 2015: Abandona (8a etapa)
- 2016: Abandona (7a etapa)
- 2017: 45a posició
- 2020: 30a posició
- 2021: 4a posició
- 2023: 38a posició
- 2024: 55a posició

#### Tour de França
- 2023: 35a posició
- 2024: 74a posició

#### Volta a Espanya
- 2023: 47a posició
- 2024: 58a posició
- 2025: Abandona (7a etapa)